# Anne Igartiburu

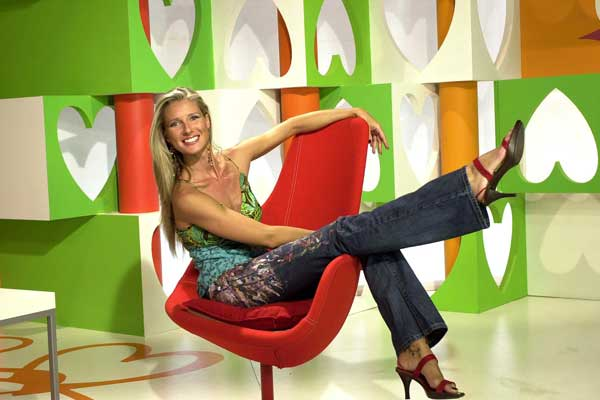
Anne Igartiburu Verdes

Anne Igartiburu Verdes (* 16. Februar 1969 in Elorrio in der spanischen Provinz Bizkaia) ist eine spanische Fernsehmoderatorin.
Sie studierte Marketing und arbeitete im Goiena Telebista, später in Euskal Telebista, Telecinco und TVE.

## Fernsehsendungen
- 1994: Una pareja feliz
- 1997: El imperdible
- 1997: Maridos y mujeres
- 1997–2012: Corazón de…
- 2005–2009: ¡Mira quién baila!
- 2010: Destino Oslo
- 2010: Cántame cómo pasó
- 2010: Un beso y una flor
- 2011: Destino Eurovisión 2011
- 2012–2013: +Gente

## Schauspielerin
- 1998: Star Trek:Insurrección, Jonathan Frakes
- 2002: El lápiz del carpintero Antón Reixa
- 2004: Luna negra

## Ehrungen/Preis
- 2005: Antena de Oro